# 約翰遜 (印第安纳州)
約翰遜（英語：Johnson）是位於美國印地安納州吉布森縣的一個非建制地區。

## 历史
原址为美洲原住民部落Piankeshaw的众多村庄定居点之一。